# Harvey Weinstein

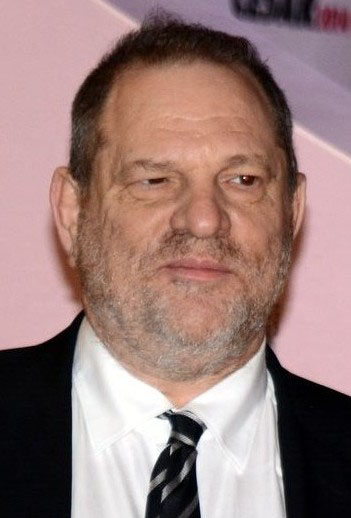
Harvey Weinstein bei den César Awards (2014)

Harvey Weinstein ([ˈhɑɹːvɪ ˈwaɪ̯nstiːn]; * 19. März 1952 in Flushing, Queens, New York City) ist ein ehemaliger US-amerikanischer Filmproduzent und verurteilter Sexualstraftäter.
Als Gründer und langjähriger Geschäftsführer der Produktionsfirmen Miramax und Weinstein Company produzierte er ab den 1990er-Jahren zahlreiche bekannte Hollywood-Filme, darunter Pulp Fiction, Clerks – Die Ladenhüter, Sex, Lügen und Video und Shakespeare in Love.
Im Oktober 2017 wurde Weinstein erstmals öffentlich beschuldigt, eine große Anzahl Frauen sexuell belästigt zu haben. Diese Vorwürfe weiteten sich zum Weinstein-Skandal aus. Im März 2020 wurde er wegen diverser Sexualvergehen zu 23 und im Februar 2023 zu weiteren 16 Jahren Haft verurteilt. Ende April 2024 hob ein Berufungsgericht in New York das Vergewaltigungsurteil von 2020 wegen Verfahrensfehlern auf.

## Leben
Weinstein wurde als ältester Sohn in eine wohlhabende Familie im New Yorker Stadtbezirk Queens geboren. Sein Vater Max war Diamantenschleifer, seine Großeltern mütterlicherseits jüdisch-polnische Immigranten. Weinstein studierte an der State University of New York und besaß bereits während seines Studiums zusammen mit seinem zwei Jahre jüngeren Bruder Robert Weinstein, mit Vornamen Bob genannt, ein kleines Theater, das Century Theater, in dem beide unter anderem kleine Filmfestivals veranstalteten. Die Brüder wurden zu den erfolgreichsten Filmproduzenten der USA, wobei der Schwerpunkt ihrer Tätigkeit stets in New York lag, nicht in Los Angeles. Am Broadway verantwortete Weinstein eine Reihe von Produktionen, hierbei wurde er mehrfach mit dem Tony Award ausgezeichnet.
1979 gründeten Harvey und Bob Weinstein das Produktionsunternehmen Miramax, das sie 1993 an Disney verkauften. Zu den erfolgreichsten Filmen von Miramax und den Weinstein-Brüdern zählen Der englische Patient (1996), Shakespeare in Love (1998, Oscar und British Academy Film Award für den besten Film, Satellite Award für die beste Komödie oder das beste Musical), Scary Movie (2000), Chicago (2002) und Gangs of New York (2002). Dabei haben die Weinsteins die Karriere von bedeutenden Filmschaffenden wie Quentin Tarantino entscheidend gefördert.
Trotz der großen Erfolge von Miramax kam es häufig zu künstlerischen Differenzen zwischen den Weinstein-Brüdern und Disney. Der Konflikt um die Dokumentation Fahrenheit 9/11 (2004) von Michael Moore, die Disney nicht veröffentlichen wollte, führte dazu, dass die Weinsteins die Rechte des Projektes von ihrem Privatvermögen kauften. Im September 2005 verließen Harvey und Bob Weinstein ihr Unternehmen Miramax und gründeten mit der erhaltenen Ablösesumme von 140 Millionen US-Dollar die Weinstein Company in New York.
Weinsteins Fernseh-Castingshow Project Runway war fünfmal für den Emmy nominiert, Project Greenlight dreimal. Insgesamt waren seine Produktionen 19 Male für den Oscar als Bester Film nominiert, fünf der Filme erhielten die Auszeichnung. Er selbst erhielt 1999 den Oscar für die Produktion von Shakespeare in Love; dieser Film setzte sich unerwartet in der Kategorie Bester Film gegen Der Soldat James Ryan durch. Für Shakespeare in Love, aber auch für andere seiner Filme führte Weinstein vor Preisverleihungen sehr aufwendige, teilweise auch aggressive Kampagnen durch.
Bis auf wenige Ausnahmen (wie Gangs of New York) wird Harvey Weinstein in den Film-Credits als Executive Producer oder Co-Executive Producer bezeichnet.

## Vorwürfe und Verurteilungen wegen sexueller Übergriffe
Im Oktober 2017 wurde Weinstein durch Medienberichte erstmals öffentlich beschuldigt, eine große Anzahl Frauen vergewaltigt oder sexuell belästigt zu haben; Vorwürfe wurden unter anderen von den Schauspielerinnen Asia Argento, Ashley Judd, Gwyneth Paltrow, Rosanna Arquette, Salma Hayek, Léa Seydoux, Angelina Jolie, Kylie Jenner, Cara Delevingne und Uma Thurman erhoben. Infolgedessen bekam der 2006 von der afro-amerikanischen Aktivistin Tarana Burke geprägte Begriff MeToo eine breitere Bedeutung und internationale Aufmerksamkeit. Die Vorfälle sollen bis in die 1980er Jahre zurückreichen und in der US-Medienbranche lange ein offenes Geheimnis gewesen sein.
Weinstein entschuldigte sich und kündigte eine Auszeit an, um seine „Dämonen“ in den Griff zu bekommen. Am 8. Oktober 2017 wurde Weinstein aus der Produktionsfirma The Weinstein Company entlassen. Eine Woche später wurde er aus der Academy of Motion Picture Arts and Sciences (AMPAS), die die Oscars verleiht, ausgeschlossen.
The New Yorker enthüllte am 6. November 2017, dass Weinstein offenbar frühere Mossad-Agenten auf seine mutmaßlichen Opfer angesetzt hatte, um das Risiko möglicher Enthüllungen zu ermitteln. Eine israelische Sicherheitsfirma entschuldigte sich daraufhin für ihre Beteiligung daran.
Am 25. Mai 2018 wurde Weinstein von der New Yorker Polizei wegen Vergewaltigung und sexueller Nötigung verhaftet, nachdem er sich selbst gestellt hatte. Er wurde gegen Kautionsauflagen vom zuständigen Gericht mit elektronischer Fußfessel auf freien Fuß gesetzt. Als Teil der Auflagen hatte er seinen Pass abgegeben und durfte die Staaten New York und Connecticut nur mit Erlaubnis des Gerichts verlassen. Strafverteidiger von Weinstein war bis Ende 2018 Benjamin Brafman. Am 6. Januar 2020 begann in New York City der Prozess gegen ihn mit der Anklage, eine ehemalige Produktionsassistentin im Jahr 2006 zum Oralsex gezwungen sowie 2013 eine andere Frau vergewaltigt zu haben.
Am 24. Februar 2020 sprachen die Geschworenen ihn wegen Sexualverbrechen in Teilen schuldig. Das Strafmaß wurde am 11. März 2020 mit 23 Jahren Haft festgesetzt. Gegen das Urteil vom 24. Februar 2020 hat er Berufung eingelegt.
In Los Angeles fand ein weiterer Strafprozess gegen Weinstein statt, in dem er am 20. September 2021 angehört wurde und sich „nicht schuldig“ bekannte. Am 19. Dezember 2022 wurde Weinstein in diesem Prozess von einer Geschworenenjury der Vergewaltigung, des erzwungenen Oralverkehrs und eines weiteren Falles sexuellen Fehlverhaltens gegenüber einer nicht namentlich bezeichneten Klägerin für schuldig befunden. In anderen Anklagepunkten gegenüber zwei weiteren Klägerinnen, darunter auch die Schauspielerin und Ehefrau des kalifornischen Gouverneurs Gavin Newsom, Jennifer Siebel, erging kein Schuldspruch, da es den Geschworenen nicht gelang, eine Entscheidung zu finden. Das Strafmaß für diese Verurteilung wurde am 23. Februar 2023 mit 16 Jahren Gefängnis festgesetzt, die zu den bereits zuvor ergangenen 23 Jahren addiert werden.
Ende April 2024 hob ein Berufungsgericht in New York das Vergewaltigungsurteil von 2020 wegen Verfahrensfehlern auf. Vier von sieben Richtern stimmten für diese Entscheidung. Im ersten Prozess hätten Frauen über Vorwürfe ausgesagt, die nicht Teil der Anklage gewesen seien. Auch habe das Kreuzverhör Weinstein in einem „höchst nachteiligen“ Licht erscheinen lassen. Aufgrund seiner Verurteilung im zweiten Prozess wird der frühere Filmproduzent weiterhin in Haft bleiben. Das Verfahren wurde ab Mitte April 2025 neu aufgerollt. Im Juni 2025 sprach das Gericht Weinstein in einem Fall erneut eines sexuellen Übergriffs auf eine Produktionsassistentin schuldig, in einem weiteren Fall frei. In einem dritten Fall konnte sich die Geschworenenjury zunächst nicht wie erforderlich einstimmig auf eine Entscheidung einigen und setzt daher ihre Beratungen fort.

## Privatleben
Harvey Weinstein war von 1986 bis 2004 mit Eve Chilton Weinstein verheiratet. Aus der Ehe gingen drei Töchter (* 1995, 1998, 2002) hervor. Im Jahr 2000 erlitt er einen Herzinfarkt.
Von 2007 an war er mit der Modedesignerin Georgina Chapman (* 1976) verheiratet. Sie haben eine Tochter (* 2010) und einen Sohn (* 2013). Nach Bekanntwerden der Vergewaltigungsvorwürfe trennte sich Chapman von ihrem Mann und reichte die Scheidung ein.
Bis Oktober 2017 war Weinstein Vorstandsmitglied der Robin Hood Foundation, einer in New York City ansässigen gemeinnützigen Organisation, die sich zur Bekämpfung von Armut einsetzt.
Weinstein sammelte große Summen für Wahlkämpfe der Demokratischen Partei, unter anderem für die beiden Wahlkämpfe von Bill Clinton (1992 und 1996), den Wahlkampf 2012 von Barack Obama und den Wahlkampf 2016 von Hillary Clinton. Er selbst spendete ab 1990 fast 1,5 Millionen Dollar an demokratische Kandidaten. Er war mehrmals Obamas Gast im Weißen Haus. Obamas Tochter Malia absolvierte ein Praktikum bei der Weinstein Company. Weinstein galt als langjähriger Freund von Bill Clinton und dessen Frau Hillary. Barack und Michelle Obama, Hillary Clinton und zahlreiche andere Politiker distanzierten sich nach dem Bekanntwerden der Vorwürfe von Weinstein.
Mitte September 2020 wurde von Königin Elisabeth II. angeordnet, die 2004 erfolgte Ernennung Weinsteins zum Commander of the Order of the British Empire „aufzuheben und zu annullieren“.
Weinsteins Name tauchte im Zusammenhang mit den Paradise Papers, die Steuervermeidungstaktiken der Superreichen aufdecken, auf.

## Filmografie (Auswahl)
Produzent
- 1981: Brennende Rache (The Burning)
- 1986: Playing for Keeps
- 1998: Shakespeare in Love
- 2000: Der Zauber von Malèna (Malèna)
- 2002: Gangs of New York
- 2009: Nine
- 2011: My Week with Marilyn
- 2017: Tulpenfieber (Tulip Fever)
- 2017: Edison – Ein Leben voller Licht (The Current War)

Executive Producer
- 1990: Liebesroulette (Strike It Rich)
- 1990: M.A.R.K. 13 – Hardware (Hardware)
- 1991: Harlem Action (A Rage in Harlem)
- 1991: Ein Papst zum Küssen (The Pope Must Die)
- 1992: Flucht aus dem Eis (Map of the Human Heart)
- 1993: Im Bann des Zweifels (Benefit of the Doubt)
- 1993: Die Nacht mit meinem Traummann (The Night We Never Met)
- 1993: True Romance
- 1993: Pesthauch des Bösen (The Hour of the Pig)
- 1993: Tödliche Absichten (Mother’s Boys)
- 1994: Pulp Fiction
- 1994: Prêt-à-Porter
- 1995: Smoke
- 1995: Blue in the Face – Alles blauer Dunst (Blue in the Face)
- 1995: Der Engländer, der auf einen Hügel stieg und von einem Berg herunterkam (The Englishman Who Went Up a Hill But Came Down a Mountain)
- 1995: Ein Sommer am See (A Month by the Lake)
- 1996: Flirting with Disaster – Ein Unheil kommt selten allein (Flirting with Disaster)
- 1996: Der Zufallslover (The Pallbearer)
- 1996: Emma
- 1996: Der englische Patient (The English Patient)
- 1996: Scream – Schrei! (Scream)
- 1997: Cop Land
- 1997: Wings of the Dove – Die Flügel der Taube (The Wings of the Dove)
- 1997: Good Will Hunting
- 1997: Jackie Brown
- 1997: Scream 2
- 1997: Phantoms
- 1998: Senseless
- 1998: Studio 54 (54)
- 1998: Talk of Angels
- 1999: Mansfield Park
- 1999: Holy Smoke
- 1999: Gottes Werk & Teufels Beitrag (The Cider House Rules)
- 2000: Scream 3
- 2000: Scary Movie
- 2000: Chocolat – Ein kleiner Biss genügt (Chocolat)
- 2001: Spy Kids
- 2001: Daddy and them – Durchgeknallt in Arkansas (Daddy and Them)
- 2001: Scary Movie 2
- 2001: The Others
- 2001: Jay und Silent Bob schlagen zurück (Jay and Silent Bob Strike Back)
- 2001: Der Herr der Ringe: Die Gefährten (The Lord of the Rings: The Fellowship of the Ring)
- 2001: Kate & Leopold
- 2001: Schiffsmeldungen (The Shipping News)
- 2002: Spy Kids 2 – Die Rückkehr der Superspione (Spy Kids 2: The Island of Lost Dreams)
- 2002: Darkness
- 2002: Der Herr der Ringe: Die zwei Türme (The Lord of the Rings: The Two Towers)
- 2002: Equilibrium
- 2002: Chicago
- 2002: Geständnisse – Confessions of a Dangerous Mind (Confessions of a Dangerous Mind)
- 2003: Der menschliche Makel (The Human Stain)
- 2003: Kill Bill – Volume 1 (Kill Bill: Vol. 1)
- 2003: Scary Movie 3
- 2003: Der Herr der Ringe: Die Rückkehr des Königs (The Lord of the Rings: The Return of the King)
- 2004: Kill Bill – Volume 2 (Kill Bill: Vol. 2)
- 2004: Fahrenheit 9/11 (Dokumentarfilm)
- 2004: Wenn Träume fliegen lernen (Finding Neverland)
- 2004: Aviator (The Aviator)
- 2005: Sin City
- 2005: Brothers Grimm (The Brothers Grimm)
- 2005: Venom – Biss der Teufelsschlangen (Venom)
- 2006: Clerks 2 (Clerks II)
- 2006: Der Date Profi (School for Scoundrels)
- 2007: Grindhouse
- 2007: Zimmer 1408 (1408)
- 2007: Halloween
- 2007: Awake
- 2008: John Rambo (Rambo)
- 2008: Der Vorleser (The Reader)
- 2009: Inglourious Basterds
- 2009: Halloween II
- 2010: Piranha 3D
- 2011: The King’s Speech
- 2011: Scream 4
- 2011: Spy Kids – Alle Zeit der Welt (Spy Kids: All the Time in the World)
- 2012: Piranha 2
- 2012: Silver Linings (Silver Linings Playbook)
- 2012: Django Unchained
- 2013: Scary Movie 5
- 2013: Der Butler (The Butler)
- 2013: Mandela – Der lange Weg zur Freiheit (Mandela: Long Walk to Freedom)
- 2013: One Chance – Einmal im Leben (One Chance)
- 2013: Im August in Osage County (August: Osage County)
- 2014: Hüter der Erinnerung – The Giver (The Giver)
- 2014: Sin City 2: A Dame to Kill For
- 2014: Suite française – Melodie der Liebe (Suite française)
- 2014: Big Eyes
- 2014: Paddington
- 2015: Die Frau in Gold (Woman in Gold)
- 2015: Carol
- 2015: Macbeth
- 2015: Southpaw
- 2015: The Hateful 8
- 2016: Sing Street
- 2016: Lion – Der lange Weg nach Hause (Lion)
- 2016: The Founder
- 2017: Six (Fernsehserie)